# Data East
Data East, japanskt spelföretag, grundades av Tetsuo Fukuda i Tokyo i april 1976.
Till en början tillverkade Data East faxelektronik åt andra företag och importerade mätinstrument. Data Easts första insteg i spelbranschen var blackjackspelet Jacklot 1977. Efter det hoppade man på Breakout-vågen i Japan för att sedan övergå till kloner på Space Invaders, i enlighet med många mindre spel- och elektroniktillverkare i slutet av sjuttiotalet.
Data Easts första helt egenutvecklade arkadspel var 1979 års Astrofighter, ett rymdspel i flera nivåer. 1980 lanserade man arkadspelssystemet Deco cassette system, ett för sin tid nydanande system där spelhallsägare inte behövde byta ut hela spelkabinettet eller hela kretskort, utan enbart genom att byta ut ett kassettband kunde byta spel i sina maskiner. Efter bara två år hade D.E. lyckats sälja 23 000 Deco-system i hela världen, och över fyrtio spelkassetter utvecklades till systemet innan det hann bli föråldrat. Den första försäljningsframgången för företaget och dess system var Burgertime (originaltitel: Hamburger).
Företaget försattes i konkurs den 25 juni 2003 .